# Mounition

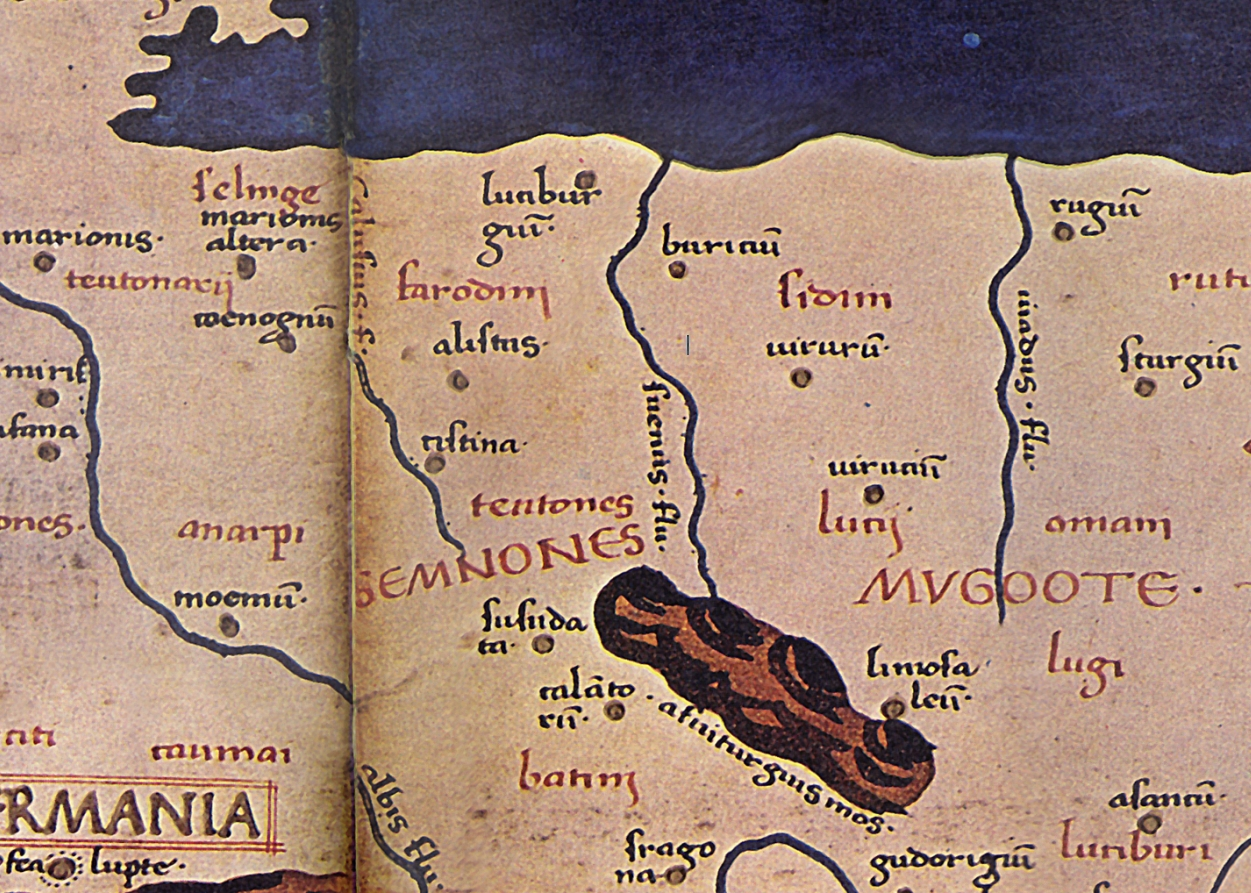
Lage von Mounition nach Ptolemaios

Mounition, auch Bounition, Munition (altgriechisch Βουνίτιον; lateinisch Munitium) ist ein Ortsname, der von Ptolemaios in seinem um das Jahr 150 erstellten Koordinatenwerk Geographia als einer der im Norden der Germania magna und in der Nähe der Meeresküste liegenden Orte (πόλεις) mit 39° 30' Länge (ptolemäische Längengrade) und 55° 30' Breite angegeben wird.

## Lokalisation
Bisher konnte der antike Ort nicht sicher lokalisiert werden. Ein interdisziplinäres Forscherteam um Andreas Kleineberg, das die ptolemäischen Koordinaten von 2006 bis 2009 neu untersuchte und interpretierte, lokalisiert zurzeit Mounition auf dem Gebiet bei Lubieszewo (Lübsow) in Polen. Bei Lubieszewo wurden Anfang des 20. Jahrhunderts germanische Fürstengräber entdeckt – ausgestattet mit römischer Importware.